# Bogdan Kilar
Bogdan Kilar [bógdan kílar], slovenski astronom, * 28. februar 1930, Beograd, † 2015.
Kilar se je z astronomijo začel ukvarjati že v gimnaziji. Po 2. svetovni vojni je pomagal Pavlu Kunavru zgraditi Mladinsko zvezdarno. Diplomiral je na Prirodoslovno matematični fakulteti ljubljanske univerze kot prvi študent astronomije na tej univerzi in leta 1971 doktoriral na Tehniški visoki šoli v Münchnu.
Po študiju je postal sodelavec novoustanovljenega Instituta za astronomijo. Sodeloval je tudi pri postavitvi nacionalnega astronomskega observatorija na Golovcu, vendar se je zaposlil drugje. Zaposlil se je na Oddelku za geodezijo pri Fakulteti za gradbeništvo in geodezijo Univerze v Ljubljani (FGG), kjer je ostal do svoje upokojitve leta 1994. Postal je predstojnik Katedre za višjo geodezijo in izredni profesor Goedetske astronomije in Programiranja.
Publicistično je deloval tudi na strokovnem in poljudnoznanstvenem področju. Sodeloval je pri sestavi efemerid Naše nebo, objavljal je v reviji Proteus in napisal tri učbenike. Redno je objavljal tudi članke iz klasične in teoretične astronomije v astronomski reviji Spika. Bil je član Mednarodne astronomske zveze (IAU).

## Izbrana dela

### Poljudnoznanstveni članki
- Bogdan Kilar, Ob 400-letnici gregorijanskega koledarja, (Proteus, 45 (1982) 1, pp 23–25.) (COBISS)
- Bogdan Kilar, O koledarjih Arhivirano 2011-08-10 na Wayback Machine., (Spika 5 (1997) 12, pp 520–524, ponatis Kvarkadabra, december 1997)). (COBISS)
- Bogdan Kilar, Metonov cikel, (Spika 5 (1997) 12, pp 550). (COBISS)
- Bogdan Kilar, Prehod nebesnih teles čez meridian opazovališča, (Spika 6 (1998), pp 235–237). (COBISS)
- Bogdan Kilar, Lega ekliptike proti horizontu, (Spika 9 (2001) 6, pp 252–255). (COBISS)
- Bogdan Kilar, Prehod čez meridian in kulminacija, (Spika 11 (2003) 1, pp 18–20). (COBISS)
- Bogdan Kilar, Iteracijske metode v geodetski astronomiji, (Spika 12 (2004) 7/8, pp 314–317). (COBISS)